# История почты и почтовых марок Финляндии
История почты и почтовых марок Финляндии охватывает периоды, соответствующие почтовым системам государств, в составе которых находилась Финляндия (Швеция, Российская империя), и независимой Финляндии (с 1917). Эмиссии финских почтовых марок начались в 1856 году. В качестве самостоятельного члена Всемирного почтового союза (ВПС) Финляндия выступает с 1918 года, а современным национальным почтовым оператором является компания Posti Group (ранее Itella Posti Oy).

## Развитие почты

### Домарочный период
История почты Финляндии отслеживается с XVII века. Почтовая служба на территории Финляндии, находившейся под шведским правлением, была создана 6 сентября 1638 года генерал-губернатором Пер Браге-младшим.
В результате русско-шведской войны 1808—1809 годов Финляндия вошла в состав Российской империи как Великое княжество Финляндское. В 1811 году было организовано главное управление почтовой службы автономного Великого княжества Финляндского. В 1812 году почтовая система Финляндии была реорганизована по русскому образцу. Одновременно с этим были введены почтовые штемпеля с русскими надписями. В 1847 году в употребление вошли штемпеля с надписями латинским шрифтом.
В 1845 году была учреждена служба доставки посылок. С 1 января того же года на территории Великого княжества Финляндского были введены штемпельные конверты («куверты»), ставшие первыми на территории Российской империи. Знак почтовой оплаты с изображением герба страны и указанием номинала помещался в левом нижнем углу на адресной части конверта. В 1850 году рисунок был изменён и перенесён на клапан конверта. Номинальная стоимость указанных конвертов: 5, 10 и 20 копеек. Существуют разновидности — различная бумага конвертов и так называемые «жемчужины» в рисунке знака почтовой оплаты.

### Последующее развитие
В дальнейшем в истории почты Финляндии были следующие основные моменты:
- 1858 — введена доставка писем и газет на дом.
- Начиная с 1860-х годов — почтовое ведомство одним из первых стало принимать на работу женщин.
- 1927 — телеграфное ведомство объединено с почтовым.
- 12 февраля 1918 — Финляндия пополнила ряды стран — членов ВПС[1].
- 1981 — почтово-телеграфное ведомство (фин. Posti- ja lennätinlaitos) преобразовано в предприятие почты и телекоммуникаций (Posti-Tele).
- 1990 — образовано коммунальное предприятие почты и телекоммуникаций, бюджет которого отделен от государственного бюджета.
- 1994 — предприятие почты и телекоммуникаций преобразовано в Suomen PT Group (Suomen PT Oy), при этом почтовыми отправлениями стали заниматься её дочерняя компания Finland Post Ltd (Suomen Posti Oy), а телекоммуникациями — Telecom Finland Oy (позже Sonera Oy).
- 1998—1999 — Suomen PT Group разделено на Finland Post Ltd (Suomen Posti Oy) и Sonera Oy, напрямую принадлежавшие государству.

### Современность
В 2001 году Finland Post Corporation стала публичной компанией, а в 2007 году была переименована в Itella Corporation. Её внутренним подразделением, отвечающим за почтовые операции является компания Itella Posti Oy (впоследствии Posti Group).

## Выпуски почтовых марок

### Великое княжество Финляндское
12 февраля 1856 года, указом, подписанным российским императором Александром II, Великому княжеству Финляндскому был разрешён выпуск почтовых марок как для внутренней, так и для международной корреспонденции. Первая серия марок вышла уже 3 марта того же года. При этом для первого выпуска был сохранён рисунок марок и техника его исполнения, применявшаяся при печати штемпельных конвертов. Матрицы были изготовлены К. Меллгремом. Каталожная стоимость негашеных первых двух марок 1856 г. составляет 21 000 евро. В тет-бешах серия оценивается в 180 тысяч евро (негашеные) и 130 тысяч евро за гашеные.
В 1860 году в обращение поступили марки с новым рисунком. Они печатались на цветной бумаге. В 1866 году эти марки переиздали, в связи с введением в 1865 году в княжестве собственной денежной системы — 1 финская марка = 100 пенни = 37,5 копейки. Особенностью марок второго и третьего выпусков было применение для отделения марок от листа волнообразных просечек пяти типов. В дальнейшем из-за неудобства этого метода от него отказались и перешли на общепринятую регулярную перфорацию.
В 1875 году рисунок марок был изменён и дано название страны на финском и шведском языках — «Suomi / Finland». Марки этого выпуска печатались с клише, подготовленного в Дании, с 1875 по 1881 год в типографии финляндского сената, а с 1882 по 1884 год — в типографии Карта-Сигиллата-Контор в Гельсингфорсе (Хельсинки). В том же году тиражом в 57,5 тысяч экземпляров была выпущена почтовая миниатюра номиналом в 32 пенни. Эта марка гравировалась и печаталась в датской типографии Тиле в Копенгагене и, в отличие от марки отпечатанной в Финляндии, имеет зубцовку 14:13½ вместо 11. Она была в обращении до 15 августа 1879 года и является одной из самых редких марок Финляндии.
На марках 1889 года помимо финского и шведского было помещено русское название страны, денежная единица также была указана на русском языке.
|                                                 |                                                  |                                                             |                                                 |                                                   |
| 1860: почтовая марка из второго выпуска (Sc #5) | 1866: почтовая марка из третьего выпуска (Sc #7) | 1875: почтовая марка четвёртого выпуска (32 пенни) (Sc #16) | 1875: почтовая марка из пятого выпуска (Sc #17) | 1889: почтовая марка из седьмого выпуска (Sc #42) |

На финских марках первых семи выпусков был изображён герб Великого княжества, что в последующем было запрещено центральной администрацией России. Памятником протеста против этого запрета был частный выпуск, состоявшийся 14 августа 1890 года, так называемых «траурных» благотворительных виньеток, наклеивавшихся отправителями на конверты и открытки дополнительно к почтовым маркам, а также немаркированных открыток с изображением этой виньетки.
В 1890 году все знаки почтовой оплаты Финляндии были объявлены недействительными для корреспонденции в Россию. Для международных отправлений они могли быть использованы до 14 августа 1900 года, а внутри страны — до 14 января 1901 года. Начался процесс унификации почтового обращения Великого княжества Финляндского с общероссийским.
С 1 мая (19 апреля) 1891 года распоряжением центральной администрации была установлена почтовая такса, равная общегосударственной, и введены новые почтовые марки с номиналами в российской валюте (от 1 копейки до 7 рублей). Для них был использован рисунок общегосударственных стандартных марок одиннадцатого и двенадцатого выпусков 1889—1892 годов, но с добавлением в качестве отличительного знака окружностей с точкой внутри, проставленных в различных комбинациях. Миниатюры печатались в Экспедиции заготовления государственных бумаг.
С 14 января 1901 года для почтовых отправлений за границу и в Россию применялись только российские марки, которые продавались во всех почтовых отделениях и находились в обращении до 15 ноября 1917 года.
Для почтовых отправлений внутри страны с 1901 года выпускались марки с номиналами в финской валюте и рисунком общегосударственных стандартных марок. Эти марки были изъяты из обращения 31 мая 1920 года.
|                                             |                                                   |                                                   |                      |
| 1890: «траурная» благотворительная виньетка | 1891: почтовая марка из восьмого выпуска (Sc #56) | 1901: почтовая марка из девятого выпуска (Sc #65) | 1901: то же (Sc #66) |

### Независимая Финляндия
В конце 1917 года почтовая администрация Финляндии подготовила и начала выпуск серии стандартных марок с изображением национального герба (без княжеских регалий) в овале. Этот рисунок, с некоторыми изменениями, используется до сих пор.
Первые коммеморативные марки вышли по случаю национальной филателистической выставки, проходившей с 10 по 18 ноября 1928 года в Хельсинки. На стандартных марках 1927 года была сделана надпечатка «Postim. näytt. / 1928 / Frim. utställn.».
|                                   |                                              |
| 1917: стандартная марка (Sc #108) | 1928: первая коммеморативная марка (Sc #153) |

Финляндия стала первым капиталистическим государством, выпустившим марку с портретом Ленина. В 1970 году там вышли марка с барельефным портретом В. И. Ленина (Mi #670; Sc #493) и КПД, посвящённые международному симпозиуму ЮНЕСКО в честь 100-летия Ленина, который состоялся в Тампере с 6 по 10 апреля.
В 1975 году выходила памятная марка по случаю проведения в Хельсинки третьего заключительного этапа Совещания по безопасности и сотрудничеству в Европе. На почтовой миниатюре художником Пентти Рахикайненом была изображена летящая на фоне дворца «Финляндия» ласточка — как символ гонца с радостной вестью. Голова птицы на этой марке олицетворяет единство цели участников общеевропейской конференции, а расходящиеся в виде радуги несколько крыльев и хвостов — многоплановость Совещания. Кроме того, по сообщению корреспондента ТАСС в Хельсинки Н. Горбунова, были подготовлены два конверта первого дня: на одном из них был изображён дворец, где проводилось Совещание, на другом — герб Финляндии. Марка и конверт гасились специальным штемпелем с надписью в центре: «Совещание по безопасности и сотрудничеству в Европе» (на финском, шведском и французском языках) и со словами по кругу: «Helsinki. 30.7.1975. Helsingfors» («Хельсинки. 30.7.1975. Гельсингфорс»).
В 1985 году к предстоящей Международной филателистической выставке «Finlandia—88» вышел первый почтовый блок Финляндии.
Примерно с начала 1990-х годов (см., например, марку 1993 года (Sc #906)) на некоторых марках Финляндии вместо обозначения номинала указывается класс почтового отправления, для которого предназначена марка. Всего классов два, первый — для приоритетного почтового отправления, второй — для экономного почтового отправления. Класс указывается на финском и шведском языках, например, «1 luokka klass», или сокращённо — «1 LK KL».
1 января 2002 года в обращение поступила десятимарочная серия «Цветы» с номиналами в евро. Прежние выпуски в номиналах в финской валюте использовались до 30 июня 2002 года.

### Серии стандартных марок (после 1917 года)
Марки серий «Государственный герб»
- Серия 1917—1930 годов.

Герб помещался в овальной рамке. Номиналы марок от 5 пенни до 25 марок.
- Серия 1918 года.

Герб помещался в узорной рамке. Номиналы марок от 5 пенни до 5 марок.
- Серия 1930—1952 годов.

Формат марок стал квадратным, рамка вокруг герба исчезла. Номиналы марок от 5 пенни до 25 марок.
- Серия 1954—1976 годов.

Изменился фон и рисунок, герб стал крупнее, номинал помещался внутри небольшого круга. В период с 1954 по 1959 были изданы марки номиналом от 1 до 30 марок. После деноминации 1963 года были изданы (на протяжении 1963—1976 годов) марки номиналом от 1 до 60 пенни.
- Серия 1974—1997 годов.

Крупнономинальные марки достоинством 10 и 20 марок. Изображение герба стало цветным (вместо монохромного на предыдущих сериях), марки имеют увеличенный размер и вертикальный формат.
- Серия 1975—1998 годов.

Монохромные марки квадратного формата. Появился гербовый щит, усложнился фон. Выпускались марки номиналом от 10 пенни до 2 марок.
- Серия 2002—2011 годов.

Крупнономинальные марки вертикального формата достоинством от 1 до 5 евро. Изображение государственного герба лишилось гербового щита и стало сильно стилизованным.
Серия «Здания, ландшафты, сцены»
Выпускалась с 1930 по 1952 годы и была представлена марками номиналом от 5 до 40 марок.
Марки серий «Архитектура и ландшафты»
- Серия 1939—1974 годов.

Марки выпускались в монохромном исполнении. С 1939 по 1961 год выпускались марки достоинством от 4 до 500 марок. После деноминации 1963 года (на протяжении 1963—1974 гг.) были изданы марки номиналами от 5 пенни до 5 марок.
- Серия 1967—1999 годов.

Рисунок марок стал многоцветным. Выпускались марки номиналом от 30 пенни до 4 марок 80 пенни.
Серия «Декоративно-прикладное искусство»
Издавалась с 1977 по 2005 год и была представлена выпущенными с 1977 по 1999 марками номиналом от 2 марок 50 пенни до 12 марок, а также выпущенными в 2005 году безноминальными марками для отправлений 2 класса.
Серия «Национальные парки»
Издавалась с 1981 по 1997 год и была представлена марками от 70 пенни до 4 марок 70 пенни.
Серия «Архитектура»
Выпускалась с 1982 по 1983 год и была представлена марками в 90 пенни и 1 марку.
Серия «Конверт и цифры»
Выпущена в 1984 году и представлена марками двух номиналов — 1 марка 10 пенни и 1 марка 40 пенни.
«Медведь»
В 1989 году была выпущена (вне серий) стандартная марка «Медведь» достоинством 50 марок.
Серия «Цветы»
Издавалась с 1990 по 2001 год, и была представлена марками номиналом от 2 марок до 3 марок 50 пенни, а также безноминальными марками для отправлений 1 и 2 класса.
Серия «Птицы»
Издавалась с 1991 по 1993 год и была представлена марками номиналом от 10 пенни до 2 марок 10 пенни.
Серия «Птицы и рыбы»
Издавалась с 1998 по 2003 год и была представлена безноминальными марками для отправлений 1 и 2 класса.
Серия «Флора, фауна, символы и пейзажи»
Выпущена в связи с переходом с финской марки на евро в 2002 году. Представлена марками номиналом от 5 центов до 3 евро 50 центов. В 2004 году серия была дополнена маркой номиналом 30 центов.
Серия «Сибелиус»
Выпущена в 2004 году и представлена безноминальными марками для отправлений 1 и 2 класса.
Серия «Архитектура» (безноминальная)
В 2005 году были выпущены стандартные безноминальные марки серии «Архитектура» для отправлений 1 и 2 класса. В 2006 году была дополнительно выпущена безноминальная марка (1 класс) из этой серии.
Серия «Постеры»
Выпущена в 2006 году и представлена безноминальными марками для отправлений 2 класса.
Серия «Кошки»
Выпущена в том же 2006 году и представлена безноминальными марками для отправлений 1 класса.
Серия «Бабочки»
Выпускалась в 2007—2008 годах и была представлена безноминальными марками для отправлений 1 класса.
Серия 2008—2012 годов
Представлена крестообразными стандартными марками достоинством 5, 10, 20 и 30 центов.
Серия «Собаки»
Выпущена в 2008 году и представлена безноминальными марками для отправлений 1 класса.
Серия «Детеныши животных»
Выпущена в 2012 году и представлена безноминальными марками для отправлений 1 класса.
Серия «Ягоды»
Выпущена в 2013 году и представлена безноминальными марками для отправлений 1 класса.
Серия «Фрукты»
Выпущена в 2014 году и представлена безноминальными марками для отправлений 2 класса.
Серия «Продукты садоводства»

### Необычные выпуски
С 1972 года часть марок печатается на флюоресцентной бумаге, а с 1974 года она используется для всех знаков почтовой оплаты.
В 2008 году финская почта выпустила первую в мире прозрачную марку. На ней изображение снежинки на фоне звёздного неба и Северного сияния. Марка этого выпуска самоклеящаяся и называется «Морозная ночь». Прозрачность миниатюры проявляется тогда, когда она отделена от бумаги.

## Другие виды почтовых марок

### Почтово-благотворительные
В 1922 году вышла первая почтово-благотворительная марка с доплатой в фонд Красного Креста. С 1930 года серии с доплатой в фонд Красного Креста или в фонд борьбы с туберкулёзом выпускаются ежегодно.

### Авиапочтовые
Первая авиапочтовая марка Финляндии появилась в 1930 году и была предназначена для оплаты корреспонденции, перевозимой дирижаблем «Граф Цеппелин». На стандартной марке 1930 года номиналом в 10 марок была сделана надпечатка «Zeppelin / 1930». Существуют марки с ошибкой в дате: «1830».

### Посылочные
Для оплаты посылок, доставляемых почтовыми автобусами, с 1949 по декабрь 1981 года выпускались особые посылочные марки. Они издавались в буклетах. Всего состоялось четыре выпуска посылочных марок. 9 января 1985 года посылочные марки были изъяты из обращения.
| Посылочные марки Финляндии                | Посылочные марки Финляндии      |
| ----------------------------------------- | ------------------------------- |
|                                           |                                 |
| Первые посылочные марки, 1949 (Sc #Q1-Q3) | Посылочная марка, 1958 (Sc #Q9) |

### Автоматные
В 1981 году в некоторых почтовых отделениях Финляндии были установлены автоматы для продажи автоматных марок. Первые автоматные марки были выпущены в апреле 1982 года. К 1998 году число автоматов возросло до 300 по всей стране.

### Марки полевой почты
В 1941—1944 годах на оккупированной территории Карелии финская полевая почта для связи своих военнослужащих использовала специально изданные для этих целей безноминальные знаки в виде почтовых марок, марки Финляндии с надпечаткой «KENTTÄ- / POSTI / FÄLTPOST» и безноминальные марки оригинальных рисунков с надписью «PUOLUSTUSVOIMAT KENTTÄPOSTIA». Всего было осуществлено три оригинальных выпуска (в 1941, 1943 и 1944) и один с надпечатками (в октябре 1943).
Марки полевой почты выпускались также в сентябре—октябре 1963 года. Они использовалась во время манёвров. В апреле 1983 года на марках 1963 года была сделана надпечатка «1983».
| Марки полевой почты | Марки полевой почты | Марки полевой почты |
| ------------------- | ------------------- | ------------------- |
|                     |                     |                     |
| 1943 (Sc #M5)       | 1944 (Sc #M6)       | 1963 (Sc #M8)       |

## Аландские острова
С 1 марта 1984 года Аландские острова, пользующиеся внутренней автономией, выпускают собственные марки с надписью швед. «Åland».

## Местные почты

### Тампере
В 1862—1893 годах в округе Тампере работала местная окружная почта. Стоимость доставки корреспонденции составляла 12 пенни. В 1866—1875 годах выпускались марки этого номинала. Существуют новоделы.

### Частные почты
В ряде городов Финляндии (Хельсинки, Тампере и др.) существовали местные полуофициальные или частные почты, выпускавшие собственные марки.
В конце XIX века различные судоходные и паромные компании Финляндии перевозили почту. Для дополнительной оплаты частным порядком выпускались марки, которых существует значительное количество.
Некоторые частные почты и пароходные компании Финляндии, выпускавшие почтовые марки:
- Борго (Borgå; ныне Порвоо) — в конце 1890-х годов существовала пароходная компания, перевозившая местную почту[21].
- Друмсё (Drumsö; ныне Лауттасаари) — в 1914—1936 годах существовала пароходная компания, перевозившая местную почту[22].
- Лахтис (Lahtis; ныне Лахти) — в 1890-х годах существовала пароходная компания, перевозившая местную почту[23].
- Ловиса (Lovisa; ныне Ловийса) — в 1890-х годах существовала пароходная компания, перевозившая местную почту[23].
- Мариехамн (Mariehamn) — в 1890-х годах существовала пароходная компания, перевозившая местную почту[24].
- Нодендаль (Nådendal; ныне Наантали) — в 1890—1900 годах существовала пароходная компания, перевозившая местную почту[25].
- Сиббо (Sibbo; ныне Сипоо) — в 1892—1899 годах существовала пароходная компания, перевозящая местную почту финских городов[26].
- Тампере (Tampere) — в 1890-х годах существовала пароходная компания, перевозившая местную почту[27].
- Åbo Läns Kustångbåts Aktiebolag (Å. L. K.) — пароходная компания, основанная в 1897 году в Або (ныне Турку). Занималась в конце 1890-х — начале 1900-х годов перевозкой местной почты[28][29].
- Granö Ångslups Aktiebolag — пароходная компания, обслуживавшая острова Гранё (ныне Куусисаари) в 1895 году[30].
- Helsingfors Ångfartygs Aktiebolag (HÅA) — пароходная компания, основанная в Гельсингфорсе (ныне Хельсинки). Занималась перевозкой почты в 1866—1891 годах[31][32].
- Lohjan Höyrypursi Oy — пароходная компания в городе Лохья, перевозившая в 1890-х годах местную почту[23].
- Nyländska Skärgårds A. B. — пароходная компания, занимавшаяся перевозкой почты в конце XIX — начале XX веков[25].
- Östra Skärgården — пароходная компания, занимавшаяся перевозкой почты в конце XIX века[33].
- Päijänteen Laiva Oy — пароходная компания, занимавшаяся перевозкой почты в 1890-х годах[34].
- Porkala-Långviken — пароходная компания, занимавшаяся перевозкой почты в 1890-х годах[34].
- Skärgårdstrafik Aktiebolaget — пароходная компания, занимавшаяся перевозкой почты в 1874—1887 годах[26].
- Sommaröarna S. S. Co. — пароходная компания, занимавшаяся перевозкой почты в 1895 году[26].
- Thor S. S. — пароходная компания, обслуживавшая финские города в 1870—1880-х годах[27].
- Wanajavesi S. S. Co. — пароходная компания, занимавшаяся перевозкой почты в конце XIX века[35].
- Wapparn — пароходная компания, занимавшаяся перевозкой почты в 1890-х годах[35].